# Люненбург (переписна місцевість, Массачусетс)
Люненбург (англ. Lunenburg) — переписна місцевість (CDP) в США, в окрузі Вустер штату Массачусетс. Населення — 1789 осіб (2020).

## Географія
Люненбург розташований за координатами 42°35′36″ пн. ш. 71°43′37″ зх. д. / 42.59333° пн. ш. 71.72694° зх. д. (42.593421, -71.726968).  За даними Бюро перепису населення США в 2010 році переписна місцевість мала площу 9,84 км², уся площа — суходіл.

## Демографія
Згідно з переписом 2010 року, у переписній місцевості мешкало 1760 осіб у 671 домогосподарстві у складі 506 родин. Густота населення становила 179 осіб/км².  Було 700 помешкань (71/км²).
Расовий склад населення:
| - 95,0 % — білих - 1,1 % — азіатів - 1,0 % — чорних або афроамериканців - 0,3 % — корінних американців - 1,0 % — осіб інших рас |

До двох чи більше рас належало 1,6 %. Частка іспаномовних становила 2,7 % від усіх жителів.
За віковим діапазоном населення розподілялося таким чином: 21,9 % — особи молодші 18 років, 60,9 % — особи у віці 18—64 років, 17,2 % — особи у віці 65 років та старші. Медіана віку мешканця становила 45,7 року. На 100 осіб жіночої статі у переписній місцевості припадало 93,0 чоловіків;  на 100 жінок у віці від 18 років та старших — 91,2 чоловіків також старших 18 років.
Середній дохід на одне домашнє господарство  становив 94 484 долари США (медіана — 76 992), а середній дохід на одну сім'ю — 113 734 долари (медіана — 84 671). За межею бідності перебувало 2,2 % осіб, у тому числі 0,0 % дітей у віці до 18 років та 8,6 % осіб у віці 65 років та старших.
Цивільне працевлаштоване населення становило 805 осіб. Основні галузі зайнятості: освіта, охорона здоров'я та соціальна допомога — 23,7 %, науковці, спеціалісти, менеджери — 18,4 %, виробництво — 13,2 %, роздрібна торгівля — 10,6 %.